# Adolpho Boos
Adolpho Boos foi um futebolista brasileiro que atuava como goleiro e teve a sua carreira baseada, unicamente, no Avaí. No clube catarinense, jogou de 1925 a 1928 e de 1930 a 1937. Após abandonar a carreira de atleta profissional, seguiu a função de alfaiate. 
Com o Avaí foi quatro vezes campeão estadual em 1926, 1927, 1928 e 1930. Adolpho é pai do escritor catarinense Adolfo Boos Júnior.

## Títulos
Avaí
- Campeonato Catarinense: 4 (1926, 1927, 1928 e 1930)